# Pentapedilum macrotrichium
Pentapedilum macrotrichium är en tvåvingeart som beskrevs av Guha och Chaudhuri 1981. Pentapedilum macrotrichium ingår i släktet Pentapedilum och familjen fjädermyggor. Inga underarter finns listade i Catalogue of Life.